# Rosa María Ravera
Rosa María Ravera (Rosario, 6 de octubre de 1932-Rosario, 21 de julio de 2021) fue una filósofa y semióloga argentina. Miembro de número y presidenta de la Academia Nacional de Bellas Artes entre 2001 y 2006. Desde 1993 fue la presidenta de la Asociación Argentina de Estética y de la Fundación Federico Jorge Klemm (desde 2004). Fue una investigadora y crítica especialista en arte y semiótica con vasta trayectoria académica. También fue curadora y pintora.

## Trayectoria profesional
Nació en Rosario en 1932, se graduó de profesora de Filosofía y Bellas Artes por la Universidad Nacional del Litoral. Rápidamente se dedicó a la investigación y la docencia, tarea a la que se consagró, según ella se autodefinió como «un animal universitario». Fue profesora titular en la Universidad Nacional de La Plata, la Universidad Nacional de Rosario y de la Universidad de Buenos Aires, donde además fue nombrada profesora honoraria de la Facultad de Arquitectura, Diseño y Urbanismo de esa Casa de estudios.
Por invitación de Umberto Eco participó en 1974 del Primer Congreso de Semiótica Internacional en Milán. Posteriormente fue representante en la Argentina de la Asociación Internacional de Estudios Semióticos, por la iniciativa de Eco. Además Ravera fue integrante del Executive Comitee de la Asociación Internacional de Estética y miembro consejera del Comité Ejecutivo de la Asociación Internacional de Semiótica del Espacio. Fue miembro fundadora y presidenta de la Confederación Latinoamericana de Estética entre 1993 y 1997, y vicepresidenta de la Asociación Argentina de Críticos durante los mismos años.
El 21 de diciembre de 1995 fue nombrada como miembro de número de la Academia Nacional de Bellas Artes, de la cual fue presidenta desde 2001 hasta 2006, luego fue designada académica emérita. También ha sido presidenta de la Asociación Argentina de Estética y Fundación Federico Jorge Klemm, vicepresidenta de la Asociación Argentina de Críticos de Arte. Fue directora del Museo Provincial de Bellas Artes Rosa Galisteo de Rodríguez, ubicado en la ciudad de Santa Fe. Asimismo por su conocimiento experto, entre 1997 y 2000, realizó asesoramientos en la Fundación Antorchas para Artes Visuales y en el programa “Ojo al País”, auspiciado por el Fondo Nacional de las Artes y la Fundación Antorchas, desde 2000 hasta 2003.
El estudio y la investigación fue su pasión, tareas a las que se volcó con mucha trascendencia. Se destacó en la creación de ediciones como directora de la Revista Gritex (Grupo de Investigación Textual) hasta 2000 y codirectora durante diez años de la Revista de Estética (CAYC), «donde se daban a conocer ensayos de investigadores nacionales y extranjeros como Jorge López Anaya, el italiano Mario Perniola, el Grupo µ, el francés Jacques Derrida y el belga Philippe Minguet.»
Se desempeñó como jurado de los Premios Konex en 1992 y 2002.
A lo largo de su trayectoria se desempeñó como curadora de distintas muestras e integró el comité asesor del Pabellón Argentino de la 55.ª Bienal de Venecia, de 2013, donde se expuso Eva - Argentina. Una metáfora contemporánea de la también rosarina Nicola Costantino.
Desde 1970 ha participado activamente en congresos, cursos y conferencias en instituciones y universidades nacionales y extranjeras. Por su conocimiento del idioma italiano fue traductora de obras de Umberto Eco, Gianni Vattimo y Luigi Pareyson, entre otros.
«Su trabajo intelectual giró en torno a las interrelaciones del arte con las más actuales orientaciones teóricas y metodológicas, fundamentalmente filosóficas, antropológicas y semióticas».
Residió en Rosario desde los últimos tres años antes de su fallecimiento, el 21 de julio de 2021, debido a una descompensación.

## Libros
Autora de numerosos libros y publicaciones de crítica de arte, de ediciones del Centro Editor de América Latina, la revista Sur y Escritos de Filosofía de la Academia Nacional de Ciencias, entre otros:
- Antonio Berni y la pintura (1968)[10]
- En torno a la sociología del arte (1972)
- Cuestiones de Estética (1979)
- Semiótica de las Artes Visuales (1980)
- Comunicación y mensaje. (1981)[11]
- Pensamiento italiano contemporáneo (1988)
- Estética y Semiótica (1988)[12]
- Wittgenstein. Decir y mostrar (1989)
- Los signos del arte (1997)
- En torno a la semiótica en la Argentina (2001).[13]
- Pintura en el litoral: Herrero Miranda, Supisiche, Uriarte

En la Academia Nacional de Bellas Artes, curadora y autora en la serie Temas de la Academia: “Diseño: estética del siglo XX.” (1999), “El sentido de la arquitectura” (2002); “Siglo XXI. Las transformaciones del arte” (2004) y “La cuestión de la Belleza” (2011).

## Premios
- 1979: Libro del Año. Asociación Argentina de Críticos de Arte/Asociación Internacional de Críticos de Arte
- 1986: Mejor Ensayo. Asociación Argentina de Críticos de Arte/Asociación Internacional de Críticos de Arte
- 1988: Mejor Ensayo. Asociación Argentina de Críticos de Arte/Asociación Internacional de Críticos de Arte
- 1990: Mejor Acción Docente. Asociación Argentina de Críticos de Arte/Asociación Internacional de Críticos de Arte
- 1994: Premio Konex Ensayo de Arte
- 1996: Premio Konex Estética, Teoría e Historia del Arte
- 1998: Premio Leonardo a la sección Revistas
- 2000: Premio Trayectoria. Asociación Argentina de Críticos de Arte/Asociación Internacional de Críticos de Arte
- 2004: Premio Victoria Ocampo, Revista Cultura
- Condecorada por el Gobierno de Italia.[8]